# الغارة الإسرائيلية على لبنان 1968
الغارة الإسرائيلية على لبنان 1968 هي عملية قامت بها القوات الخاصة بالجيش الإسرائيلي في مطار بيروت مساء يوم 28 ديسمبر 1968، وقد كانت العملية رداً على هجوم العال-رحلة 253 الإسرائيلية والتي نفذت قبل يومين من قبل الجبهة الشعبية لتحرير فلسطين وهو تنظيم فلسطيني مسلح كان نشيطاً في لبنان.
دمرت كوماندوز من وحدة النخبة سايرت متكال، بقيادة رفائيل إيتان، 12 أو 13 طائرة ركاب وطائرة شحن واحدة، وجميعها تتبع لشركة طيران الشرق الأوسط (MEA).
لم ترد أنباء عن سقوط ضحايا جراء الغارة.
الاطفائي علي حبيب كركي هو من قام باطفاء النيران التي التهمت الطائرات ونجا منها ما نجا وقد تم تكريمه جراء شجاعته وتصديه للعدوان باطفاء نيران هجومه.
فرقة كوماندوز إسرائيلية واحدة نزلت في مطار بيروت لأربعين دقيقة وحطمت 13 طائرة من الطائرات المدنية لشركة طيران الشرق الأوسط بالكامل ثم غادرت دون أية مواجهة.

## الخسائر
من بين 13 طائرة التي تم تدميرها يوجد هناك ثمانية تابعة طيران الشرق الأوسط؛ والتي كانت تملك إير فرانس 30 % منها، 5 % لأفراد لبنانيين و65 % لشركة إنترا للاستثمار. كانت انترا مؤسسة حكومية كويتية، قطرية، لبنانية، وأمريكية، وكانت الولايات المتحدة ممثلة بواسطة شركة الائتمان السلعي (بالإنجليزية: Commodity Credit Corporation) والتي كانت مملوكة مالياً لبنك إنترا، في حين كانت الخطوط الجوية الدولية اللبنانية تمتلك 3 من الطائرات المدمرة والتي كانت تمتلك الولايات المتحدة 58% منها. فقدت الخطوط الجوية عبر المتوسط طائرتين مملوكتان لأفراد لبنانيين.
كان إجمالي قيمة الطائرات 43.8 مليون دولار، وافقت لويدز أوف لندن بداية على دفع 18 مليون دولار منها، وذلك في استثناء لجميع السياسات التي لا تغطي التأمين في أحداث الحرب.
أثناء العملية كانت هناك 15 طائرة مفخخة لكن إحدى الطائرات كانت قديمة، تمت العملية في خظيرة اصلاح الطائرات، وقد اختبئ عدد من الموظفين في الطائرة بالمطار، ولحسن الحظ، لم تنفجر العبوات الناسفة الموضوعة في الطائرة.
الطائرات التي تم تدميرها:
- ثلاث طائرات كوميت
- طائرتان بوينگ 707
- طائرة ڤيكونت
- طائرة كربل
- طائرة دي سي-6
- طائرة دوگلاس ڤي سي-10 [3]

## وصلات خارجية
- فيلم عن الغارة